# El Miamo
El Miamo est la capitale de la paroisse civile de Salom de la municipalité de Roscio de l'État de Bolívar au Venezuela.